# 豐津站 (福岡縣)

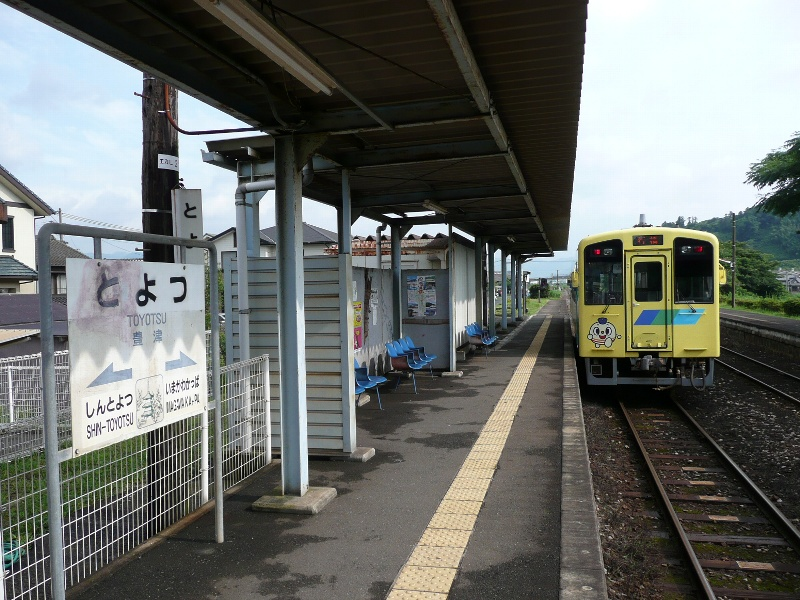
月台

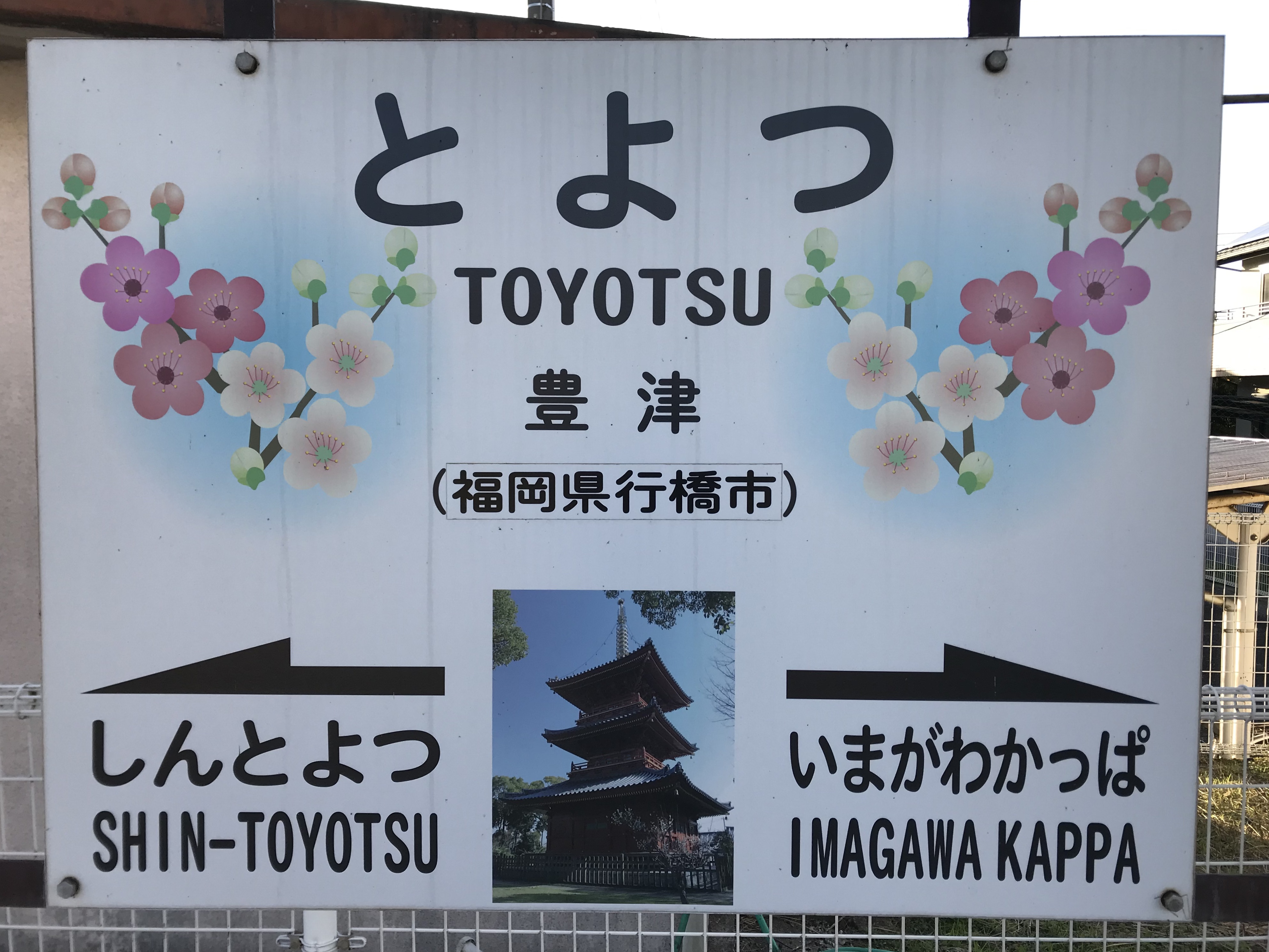
上行月台站名牌

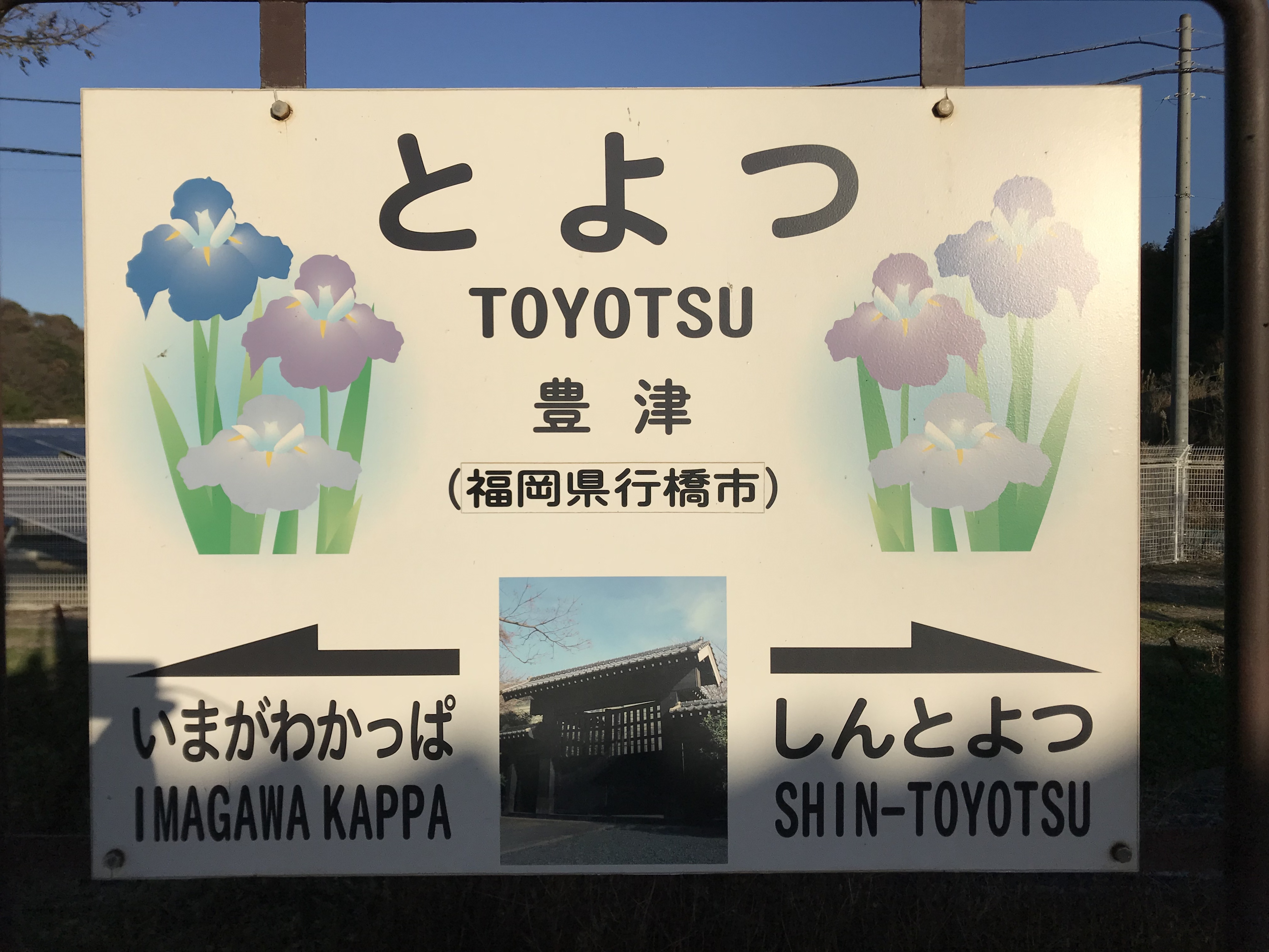
下行月台站名牌

豐津站（日语：／ Toyotsu eki */?）是位於福岡縣行橋市大字矢留68番，平成筑豐鐵道的田川線車站。車站編號為HC27。
總部位於京都郡京都町的建築公司「Santomi」取得此站的命名權。在2009年4月1日，此站愛稱為（Santomi）豐津站。截至2020年4月，契約終結，取消了愛稱。

## 歷史
- 1895年（明治28年）8月15日 - 豐州鐵道（日语：豊州鉄道）行橋站至伊田站（現時為田川伊田站）之間開通，此站啟用。
- 1901年（明治34年）9月3日 : 豐州鐵道合併至九州鐵道（第一代）。
- 1907年（明治40年）6月1日 : 九州鐵道（第一代）被國有化，成為帝國鐵道廳車站[2][3]。
- 1963年（昭和38年）2月1日 - 結束貨物起卸業務。
- 1987年（昭和62年）4月1日 - 伴隨國鐵分割民營化，車站由九州旅客鐵道（JR九州）營運[4][5][6]。
- 1989年（平成元年）10月1日 : 此站變由平成筑豐鐵道管理，成為平成筑豐鐵道田川線車站。
- 2009年（平成21年）4月1日 - 此站加設副站名（愛稱）。

## 車站構造
車站是一座地面車站，設有2面2線的相對式月台，可進行列車交會。平成筑豐鐵道接手時此站還有木造車站大樓，現時沒有車站大樓。此站設有廁所。此站是無人車站。

### 月台
| 月台 | 路線    | 上下行 | 方向                           |
| ---- | ------- | ------ | ------------------------------ |
| 東邊 | ■田川線 | 下行   | 犀川、田川伊田、金田、直方方向 |
| 西邊 | ■田川線 | 上行   | 今川河童、美夜古泉、行橋方向   |

## 使用狀況
- 在2018年度，1日平均上落車人次為54人[1]。
- 在2019年度，1日平均上落車人次為54人[1]。

## 車站周邊
雖然車站名為「豐津」，但是不是位於前豐津町（現時為京都町的一部分），而是位於行橋市南邊。車站以南約300米處便進行京都町。距離京都町豐津地區中心最近的車站是鄰站新豐津站。
- 國道496號（日语：国道496号）
- 福岡縣道58號椎田勝山線（日语：福岡県道58号椎田勝山線）
- 今川（日语：今川 (福岡県)）
- 松田池
- 清地大橋
- 神籠石（日语：神籠石）
- 住吉池
- 豐榮公民館
- Santomi

## 相鄰車站
平成筑豐鐵道
田川線
今川河童（HC28）－豐津（HC27）－新豐津（HC26）

## 注腳
1. 1 2 3  鉄道を未来につなぐために（令和元年度版） ︳ へいちくネット（平成筑豊鉄道） （页面存档备份，存于）（日語） 各站上落人次調査結果
2. ↑  九州鉄道百年祭実行委員会・百年史編纂部会 (编).  初版. 九州旅客鉄道. 1988: 65 （日语）.
3. ↑  廣岡治哉 『近代日本交通史 明治維新から第二次大戦まで』 法政大學出版局，1987年4月15日。ISBN 978-4588600173
4. ↑  九州鉄道百年祭実行委員会・百年史編纂部会 (编).  初版. 九州旅客鉄道. 1988: 181 （日语）.
5. ↑  『交通年鑑 昭和63年版』 交通協力會，1988年3月。
6. ↑  今村都南雄 『民営化の效果と現実NTTとJR』 中央法規出版，1997年8月。ISBN 978-4805840863

## 外部連結
- 豐津站 （页面存档备份，存于）（日語）（平成筑豐鐵道沿線情報網站）